# Interleukine 24
L'interleukine 24 (ou IL-24) est une cytokine sécrétée par les monocytes, les cellules endothéliales, les mélanocytes, les lymphocytes Th2 ainsi que les myofibroblastes subépithéliaux du côlon. L'expression de l'IL-24 est notamment induite par l'IL-1β, l'IL-17, l'IL-22 et le lipopolysaccharide bactérien. Elle codée par le gène IL24 situé sur le chromosome 1 humain .
L'IL-24 a également la particularité d'être une cytokine à action pro-apoptotique.

## Descriptif
L'IL-24 est une cytokine appartenant à la famille de l'IL-10. Il semblerait qu'elle ait un rôle dans la survie cellulaire mais aussi dans la prolifération en induisant une activation rapide de certains facteurs de transcription comme STAT1 et STAT3.  Cette cytokine est très souvent libérée par les monocytes , les macrophages et les lymphocytes T auxiliaires 2 (Th2) et elle agit sur les tissus non hématopoïétiques tels que la peau, les poumons et les tissus reproducteurs.

## Action pro-apoptotique
Dans cette voie, elle aura deux rôles majeurs :
- L'inhibition de la NOS inductible, ne générant donc plus de NO. La diminution de NO engendrera une baisse de la S-Nitrosylation des protéines Bcl-2, qui à défaut d'être chargées d'un NO seront ubiquitinées (afin d'être dégradées ensuite). Ainsi, le taux de Bcl-2 diminue et les protéines pro-apoptotiques (Bad, Bax, notamment) seront donc plus nombreuses et pourront induire la mort cellulaire sans être réprimées par Bcl-2 (qui maintient la survie cellulaire).
- L'activation des thiorédoxines, qui permettront la dé-S-nitrosylation des Bcl-2, ce qui favorisera leur dégradation.

Dans ces deux cas, les facteurs pro-apoptotiques sont en surnombre par rapport aux facteurs de survie (comme Bcl-2). L'apoptose est consécutive à l'activation de ces voies.